# Ślepkowo Szlacheckie
Ślepkowo Szlacheckie – wieś sołecka w Polsce położona w województwie mazowieckim, w powiecie płockim, w gminie Radzanowo.
| SIMC    | Nazwa     | Rodzaj    |
| ------- | --------- | --------- |
| 0573925 | Nowa Wieś | część wsi |
| 0573931 | Włościany | część wsi |

W latach 1975–1998 miejscowość administracyjnie należała do województwa płockiego.
W Ślepkowie Szlacheckim urodził się Leon Smoleński (1895–1942), sierżant Wojska Polskiego, kawaler Orderu Virtuti Militari.